# پگین
پگین روستایی از توابع بخش مرکزی شهرستان رامهرمزدر استان خوزستان ایران است.
پگین روستایی کوچک با صفا باخشت وگل ودو رودخانه اب شیرین واب تلخ وزمین‌های حاصل خیز وقابل کشت برنج وکوهستانی دارای مرتع وچرای دام درروزگاری که دنیای تکنولوژی وعلم این امکانات خدادادی راکمرنگ نکرده بود حرف‌های زیادی برای گفتن داشت